# Cay Kristiansen
Cay Kristiansen (* 19. Juni 1925 in Kopenhagen; † 27. Februar 2014) war ein dänischer Schauspieler.

## Leben
Cay Kristiansen absolvierte seine Schauspielausbildung bis 1952 Dänischen Königtheater, in den folgenden Jahrzehnten arbeitete er an wichtigen Schauspielhäusern des Landes. Er erhielt ebenfalls eine professionelle Gesangsausbildung und spielte daher auch in mehreren Opern mit, unter anderem in Figaros Hochzeit an der Fynske Opera in Odense. In erster Linie arbeitete Kristiansen auf der Bühne, weshalb er im Laufe seiner Karriere in nur wenigen Kinofilmen oder Fernsehproduktionen mitwirkte. International bekannt wurde er durch Rollen in zwei Filmklassikern mit religiöser Thematik: In Carl Theodor Dreyers Das Wort spielte er 1955 einen verliebten Bauerssohn, in Babettes Fest aus dem Jahre 1987 die Rolle des Glaubensbruders Poul. Auch mit über 80 Jahren stand Cay Kristiansen noch mindestens bis zum Jahre 2008 als Theaterschauspieler auf der Bühne.

## Filmografie
- 1955: Das Wort (Ordet)
- 1958: Goldene Berge (Guld og grønne skove)
- 1981: Die Hexe von Laupstad (Forfølgelsen)
- 1987: Babettes Fest (Babettes gæstebud)
- 1996: Zoo (Kurzfilm)
- 1997: Bryggeren (Fernsehserie)
- 2007: Hjemve (Spielfilm)